# Opwekkingslied
Een opwekkingslied is een christelijk lied. Opwekkingsliederen kennen alledaags taalgebruik, een melodie die de mogelijkheid geeft om het lied te laten begeleiden door een praiseband in plaats van een orgel, een goed in het gehoor liggend ritme en meestal een vrolijk karakter. Hierdoor spreken de opwekkingsliederen de moderne- en/of jonge kerkganger vaak meer aan dan de traditionele kerkliederen zoals psalmen en gezangen.

## Geschiedenis
Het initiatief tot het maken de eerste opwekkingsbundels werd genomen door Wiesje Hoekendijk. Zij constateerde dat de bestaande evangelisatiebundels zoals Zangbundel Joh. de Heer en Glorieklokken, waar in evangelische- en pinksterkringen uit gezongen werd, slechts weinig aanbiddingsliederen bevatte, en wilde dit gemis met een aanvullende bundel compenseren. De eerste verzameling opwekkingsliederen die werden gebundeld werd uitgebracht in 1978 en bevatte 60 opwekkingsliederen. De opwekkingsbundel bleek zodanig succesvol dat de oudere bundels in veel charismatische gemeenten voor een groot deel uit beeld verdwenen. Later werden in de bundel Opwekkingsliederen weer meerdere liederen van Johannes de Heer en Glorieklokken opgenomen.

## Bundel
De bundel Opwekkingsliederen wordt uitgegeven door Stichting Opwekking. Ieder jaar worden twaalf nieuwe liederen gepresenteerd op de Pinksterconferentie die georganiseerd wordt door de stichting en plaatsvindt tijdens het pinksterweekend. Deze liederen worden vervolgens aan de bundel toegevoegd.
In de bundel van de stichting zijn veel opwekkingsliederen verzameld. Aanvankelijk werd hij alleen gebruikt binnen de Pinkstergemeentes, maar later werd er ook in veel andere protestantse gemeenten 
uit gezongen. Na het pinksterweekend 2019 bevatte de bundel 830 liederen. Op 1 juli 2019 werd er voor het eerst buiten de pinksterconferentie om een los lied (832, Jezus overwinnaar van Mozaïek Worship) aan toegevoegd.

## Liederen
De liederen in de bundel zijn voornamelijk Nederlandstalig. Het grootste deel daarvan is vertaald uit het Engels, maar er worden steeds meer origineel Nederlandse liederen opgenomen. Alle nieuwe liederen verschijnen jaarlijks ook op cd. De cd-opnamen vonden lange tijd plaats tijdens de Pinksterconferentie, sinds de vroege jaren 1990 op het 'Zangfestijn' in maart in congreshotel De Bron in Dalfsen en sinds maart 2009 op congrescamping De Kroeze Danne in Ambt Delden. De Stichting Opwekking geeft ook een cd-rom uit, waarbij met behulp van een beamer of tv-scherm de liederen in kerkdiensten geprojecteerd kunnen worden. Dit systeem wordt OPS genoemd (opwekking projectie systeem). De software bevat, naast de uitgaven van opwekking (tieners, kinderen en volwassenen), ook liedbundels van bijvoorbeeld Johan de Heer, de Baptistenbundel en Glorieklokken. Daarnaast is het mogelijk om eigen teksten toe te voegen en powerpoints, Bijbelteksten en filmpjes te projecteren.
Naast de 'gewone' opwekkingsliederen zijn er voor kinderen en tieners speciale liederen uitgebracht. In december 2014 liet Stichting Opwekking weten te stoppen met de uitgave van de jaarlijkse kinder-cd. Door de voortgaande digitalisering was de vraag sterk teruggelopen. Voor tieners zijn er 252 opwekkingsliederen. Deze serie heet Life@opwekking. Een groot deel van deze liederen is in de Engelse taal.
In de jaren kort na de eeuwwisseling ontstond onrust over opwekkingsnummer 666. Dit omdat dat getal door veel christenen wordt beschouwd als het getal van het beest, ofwel in verband wordt gebracht met de antichrist. In 2007 besloot de stichting geen lied met het nummer in de opwekkingsbundel van dat jaar op te nemen.

## Bezwaren
De twee grootste bezwaren die wel gehoord worden over de opwekkingsliederen – zowel de bundel als geheel als elk lied op zich – betreffen de inhoud en de stijl. De liederen zijn volgens critici eenzijdig; God wordt vooral geprezen, er zijn te weinig nummers die gaan over twijfel, angst, zonde en de nood in de wereld; er zou sprake zijn van te veel 'snelle emotie'. Door sommigen werd gestipuleerd dat in de opwekkingsliederen veelvuldig de heiligheid van God wordt bezongen, maar dat er nauwelijks liederen van schuldbelijdenis en verootmoediging zijn. Liederen die het besef van enige afstand tussen de grote, heilige God en de mens met zijn fouten en gebreken verwoorden werden gemist.
Wat betreft de (muzikale) stijl is de kritiek dat de melodieën vaak wel goed in het gehoor liggen, maar dat ze muzikaal gezien doorgaans weinig verrassend en kwalitatief niet hoogstaand zijn. Iets soortgelijks wordt ook wel beweerd over de teksten.
Meerdere initiatieven zijn genomen om een balans te vinden tussen liederen die aanspreken en liedbundels met een gevarieerde inhoud. Hieronder vallen onder meer de bundel Hemelhoog van het Evangelisch Werkverband binnen de PKN en de bundel Weerklank die uit de kringen van de Gereformeerde Bond binnen de PKN komt. In beide bundels zijn opwekkingliederen opgenomen, maar is er een grotere variatie aan liederen, thema's en melodieën te vinden dan in de Opwekkingsbundel.
Naast bezwaren over de inhoud van opwekkingsliederen wordt er in de meer traditionele kerken - met name onder de oudere kerkgangers - bezwaar geuit tegen de vorm waarin de muziek tot uitdrukking komt. Door het gebruik van een praiseband in plaats van een orgel zou de muziek te werelds zijn en daardoor niet tot eer van God. In sommige traditionelere kerken waarin opwekkingsliederen gezongen worden, worden de muziekinstrumenten dan ook sober gehouden, of is er in veel gevallen slechts orgelbegeleiding.
Christenen die geen bezwaar hebben tegen een uitbundiger muzikale omlijsting bij de opwekkingsliederen, beroepen zich hierbij vaak op Psalm 150, de laatste psalm van het Bijbelboek Psalmen:
"Loof God in zijn heilige woning, loof hem in zijn machtig gewelf,
2 loof hem om zijn krachtige daden, loof hem om zijn oneindige grootheid.
3 Loof hem met hoorngeschal, loof hem met harp en lier,
4 loof hem met dans en tamboerijn, loof hem met snaren en fluit.
5 Loof hem met klinkende bekkens, loof hem met slaande cimbalen.
6 Alles wat adem heeft, loof de HEER.
Halleluja!"
Volgens deze christenen is er geen bezwaar voor het bespelen van allerlei muziekinstrumenten als begeleiding bij de opwekkingsliederen. In veel – met name charismatische – gemeenten is er tevens ruimte om met de muziek mee te klappen, te dansen en/of te zwaaien met vlaggen.

## Top 10
Sinds 2013 zendt Groot Nieuws Radio voorafgaand aan de Opwekkingsconferentie een Top 100 uit van meest populaire opwekkingsliederen.
| Jaar / positie | 1                       | 2                              | 3                              | 4                              | 5                           | 6                                  | 7                              | 8                           | 9                              | 10                             |
| 2013           | 733 Tienduizend redenen | 488 De Kracht van Uw liefde    | 717 Stil, Mijn ziel, wees stil | 710 Gebed om zegen             | 614 Uw Genade is mij genoeg | 642 De rivier                      | 585 Er is een dag              | 705 Toon Mijn liefde        | 518 Heer U bent altijd bij mij | 638 Prijs Adonai               |
| 2014           | 733 Tienduizend redenen | 717 Stil, mijn ziel, wees stil | 710 Gebed om zegen             | 720 God maakt vrij             | 642 De rivier               | 751 Ik zie het kruis               | 638 Prijs Adonai               | 705 Toon Mijn liefde        | 488 De kracht van Uw liefde    | 698 Nooit meer alleen          |
| 2015           | 733 Tienduizend redenen | 770 Ik zal er zijn             | 764 Zegekroon                  | 717 Stil, mijn ziel, wees stil | 642 De rivier               | 769 Bouw Uw koninkrijk             | 720 God maakt vrij             | 751 Ik zie het kruis        | 488 De kracht van Uw liefde    | 710 Gebed om zegen             |
| 2016           | 764 Zegekroon           | 733 Tienduizend redenen        | 770 Ik zal er zijn             | 717 Stil, mijn ziel, wees stil | 775 Bij het kruis           | 774 Ik verlang naar Jezus          | 642 De rivier                  | 488 De kracht van Uw liefde | 720 God maakt vrij             | 710 Gebed om zegen             |
| 2017           | 789 Lopen op het water  | 733 Tienduizend redenen        | 764 Zegekroon                  | 794 No longer slaves           | 770 Ik zal er zijn          | 717 Stil, mijn ziel, wees stil     | 775 Bij het kruis              | 488 De kracht van Uw liefde | 769 Bouw Uw koninkrijk         | 136 Abba Vader, U alleen       |
| 2018           | 789 Lopen op het water  | 733 Tienduizend redenen        | 798 Houd vol                   | 764 Zegekroon                  | 794 No longer slaves        | 770 Ik zal er zijn                 | 717 Stil, mijn ziel, wees stil | 807 God van Licht           | 488 De kracht van Uw liefde    | 796 De Leeuw en het Lam        |
| 2019           | 770 Ik zal er zijn      | 818 Op die dag                 | 764 Zegekroon                  | 733 Tienduizend redenen        | 789 Lopen op het water      | 815 Vul dit huis met Uw glorie     | 798 Houd vol                   | 794 No longer slaves        | 717 Stil, mijn ziel, wees stil | 812 What a beautiful Name      |
| 2020           | 832 Jezus Overwinnaar   | 815 Vul dit huis met Uw glorie | 733 Tienduizend redenen        | 818 Op die dag                 | 764 Zegekroon               | 770 Ik zal er zijn                 | 794 No longer slaves           | 798 Houd vol                | 789 Lopen op het water         | 717 Stil, mijn ziel, wees stil |
| 2021           | 832 Jezus Overwinnaar   | 815 Vul dit huis met Uw glorie | 733 Tienduizend redenen        | 818 Op die dag                 | 770 Ik zal er zijn          | 798 Houd vol                       | 789 Lopen op het water         | 764 Zegekroon               | 794 No longer slaves           | 717 Stil, mijn ziel, wees stil |
| 2022           | 832 Jezus Overwinnaar   | 733 Tienduizend redenen        | 815 Vul dit huis met Uw glorie | 818 Op die dag                 | 770 Ik zal er zijn          | 855 U geeft rust (Door alles heen) | 789 Lopen op het water         | 764 Zegekroon               | 794 No longer slaves           | 798 Houd vol                   |
| 2023           | 832 Jezus Overwinnaar   | 733 Tienduizend redenen        | 815 Vul dit huis met Uw glorie | 818 Op die dag                 | 770 Ik zal er zijn          | 855 U geeft rust (Door alles heen) | 764 Zegekroon                  | 789 Lopen op het water      | 849 De goedheid van God        | 794 No longer slaves           |